# キューバの島の一覧
キューバの島の一覧を示す。

## 一覧 (面積順)
キューバにある面積が25km2を超える島の一覧。
| 順位 | 島名                                                      | 面積(km2) | 緯度経度                                                          |
| ---- | --------------------------------------------------------- | --------- | ----------------------------------------------------------------- |
| 1    | キューバ島                                                | 110,860   | 北緯22度00分00秒 西経79度30分00秒 / 北緯22.00000度 西経79.50000度 |
| 2    | 青年の島                                                  | 2,200     | 北緯21度45分00秒 西経82度51分00秒 / 北緯21.75000度 西経82.85000度 |
| 3    | ロマノ島                                                  | 777       | 北緯22度04分00秒 西経77度50分00秒 / 北緯22.06667度 西経77.83333度 |
| 4    | ココ島                                                    | 370       | 北緯22度30分53秒 西経78度30分41秒 / 北緯22.51472度 西経78.51139度 |
| 5    | サビナル島                                                | 335       | 北緯21度40分00秒 西経77度18分00秒 / 北緯21.66667度 西経77.30000度 |
| 6    | フラゴソ島                                                | 101       | 北緯22度42分24秒 西経79度28分34秒 / 北緯22.70667度 西経79.47611度 |
|      | カヨ・カンティレス（Cayo Cantiles）                       | 43.87     | 北緯21度36分00秒 西経82度02分00秒 / 北緯21.60000度 西経82.03333度 |
|      | カヨ・サエティア（Cayo Saetía）                           | 42        | 北緯20度45分34秒 西経75度31分15秒 / 北緯20.75944度 西経75.52083度 |
|      | カヨ・ラルゴ・デル・スール（Cayo Largo del Sur）          | 37.5      | 北緯21度38分00秒 西経81度28分00秒 / 北緯21.63333度 西経81.46667度 |
|      | カヨ・クルス・デル・パードレ（Cayo Cruz del Padre）       | 28.12     | 北緯23度15分54秒 西経80度54分40秒 / 北緯23.26500度 西経80.91111度 |
|      | カヨ・デ・ラス・ドセ・レグアス（Cayo De Las Doce Leguas） | 26.8      | 北緯20度53分22秒 西経79度02分51秒 / 北緯20.88944度 西経79.04750度 |

## その他
- エルンスト・テールマン島
- Cayos Blancos
- カヨ・マチョ（Cayo Macho）
- カヨ・クルス・デル・パードレ（Cayo Cruz del Padre）
- カヨ・ペロ（Cayo Perro）
- Cayos Redondos
- カヨ・メロン（Cayo Melon）
- カヨ・パルティド（Cayo Partido）
- カヨ・ラナス（Cayo Ranas）
- カヨス・デ・ラス・シンコ・レグアス（Cayos de las Cinco Leguas）
- カヨ・カベソス（Cayo Cabezos）
- Cayos Falcones
- カヨ・ブランキサル（Cayo Blanquizal）
- カヨ・バスラ（Cayo Basura）
- カヨ・バルコ・ペルディード（Cayo Barco Perdido）
- カヨ・セラ（Cayo Cera）
- Cayo Alcatraces
- カヨ・レドンド（Cayo Redondo）
- カヨ・ピチェレス（Cayo Picheles）
- カヨ・トリステ（Cayo Triste）
- カヨ・レビサ（Cayo Levisa）
- カヨ・ラマヘス（Cayo Ramajes）
- カヨ・ネグロ（Cayo Negro）
- カヨ・ジャネス（Cayo Llanes）
- カヨ・クアバ（Cayo Cuaba）
- カヨ・ベルデ（Cayo Verde）
- カヨ・ピエドラ・デル・オビスポ（Cayo Piedra del Obispo）
- ラス・ピクアス（Las Picuas）
- カヨ・イカカル（Cayo Hicacal）
- カヨ・イグアナ（Cayo Iguana）
- カヨ・デル・クリスト（Cayo del Cristo）
- カヨ・マタアンブレ（Cayo Matahambre）
- カヨ・ビチョ（Cayo Bicho）
- カヨ・マリポサ（Cayo Mariposa）
- カヨ・アチュエラ（Cayo Hachuela）
- カヨス・デ・ラ・エンフェルメリア（Cayos de la Enfermeria）
- カヨス・フティアス（Cayos Jutias）
- カヨ・フランセス（Cayo Francés）
- カヨ・エンセナチョス（Cayo Ensenachos）
- カヨ・サンタ・マリア（Cayo Santa María）
- カヨ・ギジェルモ（Cayo Guillermo）
- カヨ・メガノ・グランデ（Cayo Mégano Grande）
- カヨ・クルス（Cayo Cruz）
- カヨス・ピングエス（Cayos Pingues）
- カヨ・アンクリタス（Cayo Anclitas）
- カヨ・シンコ・バラス（Cayo Cinco Balas）
- カヨス・モルダソ（Cayos Mordazo）
- カヨ・シプレイ（Cayo Ciprey）
- カヨ・カンティレス（Cayo Cantiles）
- カヨ・タブロネス（Cayo Tablones）
- カヨ・アアバロス（Cayo Avalos）
- カヨ・パルマ（Cayo Palma）
- カヨ・ボカ・デ・アロンソ（Cayo Boca de Alonso）
- カヨ・サン・ファン（Cayo San Juan）
- Cayo Campos
- Cayos Aguardiente
- Cayo Hicacos
- Cayos de San Felipe
- イスラス・デ・マングレス（Islas de Mangles）
- カヨス・アラクラネス（Cayos Alacranes）
- カヨ・グランデ（Cayo Grande）
- カヨス・バランドラス（Cayos Balandras）
- Cayo Guayabo